# Coupe d'Angleterre de football 1948-1949
Navigation
Coupe d'Angleterre 1947-1948 Coupe d'Angleterre 1949-1950
La Coupe d'Angleterre de football 1948-1949 est la 68e édition de la Coupe d'Angleterre, la plus ancienne compétition de football, la Football Association Challenge Cup (généralement connue sous le nom de FA Cup).
Wolverhampton Wanderers remporte la compétition pour la troisième fois de son histoire, battant Leicester City en finale sur le score de 3 à 1 à Wembley à Londres.

## Compétition

### Quarts de finale
Les quarts de finale ont lieu le 26 février 1949.
| Équipe 1                | Résultat | Équipe 2             |
| ----------------------- | -------- | -------------------- |
| Brentford FC            | 0 - 2    | Leicester City       |
| Portsmouth FC           | 2 - 1    | Derby County         |
| Hull City               | 0 - 1    | Manchester United    |
| Wolverhampton Wanderers | 1 - 0    | West Bromwich Albion |

### Demi-finales
Les demi finales ont lieu le 26 mars 1949, tous les matchs ont lieu sur terrain neutre.
| Équipe 1                | Résultat | Équipe 2          |
| ----------------------- | -------- | ----------------- |
| Wolverhampton Wanderers | 1 – 1    | Manchester United |
| Portsmouth FC           | 1 - 3    | Leicester City    |

Match d'appui le 2 avril 1949 :
| Équipe 1                | Résultat | Équipe 2          |
| ----------------------- | -------- | ----------------- |
| Wolverhampton Wanderers | 1 – 0    | Manchester United |

### Finale
| Finale de la coupe d'Angleterre 1948-1949 | Wolverhampton Wanderers | 3 – 1   | Leicester City | Wembley, Londres     |                      |
| 30 avril 1949                             |                         | (2 – 0) |                | Spectateurs : 98 920 | Spectateurs : 98 920 |

- Wolverhampton Wanderers remporte sa troisième Coupe d'Angleterre[2].